# Schwanniomyces etchellsii
Schwanniomyces etchellsii är en svampart som först beskrevs av Kreger-van Rij, och fick sitt nu gällande namn av M. Suzuki & Kurtzman 20 10. Schwanniomyces etchellsii ingår i släktet Schwanniomyces, ordningen Saccharomycetales, klassen Saccharomycetes, divisionen sporsäcksvampar och riket svampar.   Inga underarter finns listade i Catalogue of Life.